# Signochrysa
Signochrysa is een geslacht van insecten uit de familie van de gaasvliegen (Chrysopidae), die tot de orde netvleugeligen (Neuroptera) behoort.

## Soorten
- S. bakeri (Banks, 1924)
- S. buruensis (Esben-Petersen, 1929)
- S. caliptera (Banks, 1920)
- S. catenulata (Gerstäcker, 1894)
- S. jocaste (Banks, 1940)
- S. mira (Navás, 1914)
- S. ornatissima (Nakahara, 1955)
- S. rizali (Banks, 1924)
- S. signatipennis (Banks, 1910)